# Ludwig Heyde
Ludwig Heyde, född 18 februari 1888, död 23 december 1961, var en tysk socialpolitiker.
Heyde blev professor i Rostock 1920, var från 1924 prifessor i Kiel och utgav från 1922 Soziale Praxis. Han har bland annat utgett Abrisse der Sozialpolitik (1920, 6:e upplagan 1930).